# 謝明莊
謝明莊 (Tse Ming Chong)，曾就讀TVB 1981年第十期藝員訓練班，香港資深攝影工作者，在藝術創作、新聞攝影及攝影教育上都有豐富經驗。於2004年獲英國倫敦金匠學院影像傳播碩士，2003年畢業於香港浸會大學新聞系。除攝影工作外，亦於其它製作影像的媒介和舞台藝術上有所參與。於2003年獲香港英國文化協會「志奮領留英獎學金」，1997年他的「馬照跑 ﹣場外投注站攝影計劃」獲香港藝術發展局頒發「視藝發展獎」，並於1995年獲香港專業攝影師公會頒發「九五攝影年獎 ﹣出版」。於2005年參與民間博物館計劃「整整一條利東街」之攝影工作，於利東街清拆前攝下整條街之景況。前曾任香港藝術學院攝影系講師、香港知專設計學院首席講師，並曾任攝影組織「光影作坊」主席，現已退任，移民澳洲積極推廣攝影文化及展覽。

## 著作
個人展覽
- 《謝明莊攝影作品及奇趣顯影室聯展》 (2006，香港)
- 《馬照跑》 (2000，香港)
- 《面對面》(1999，香港/澳洲)
- 《移形換影》(1997，香港)
- 《香港九四》 (1995，香港)

聯展
- 《Crossbreed》(2004，英國倫敦)
- 《結．連》(2002，香港)
- 《展出灣仔》(2001，香港)
- 《發開口夢》(1998，香港)
- 《1996香港當代藝術雙年展 》(1996，香港)
- 《第一回東京國際寫真雙年展》(1995，日本東京都寫真美館)

錄像作品或裝置
- 《返屋企》(1999，香港)
- 《行人區》(1997，香港)

出版
《記述——謝明莊的香港日記1989 – 2014》(2015，香港)

## 資料來源
1. ↑  整整一條利東街 （页面存档备份，存于），香港獨立媒體，2005年9月25日
2. ↑  .   [2007-11-03]. （原始内容存档于2007-12-14）.

## 外部連結
- 攝影組織光影作坊有關謝明莊之介紹（页面存档备份，存于）
- 「發開口夢」(1998) 聯展（页面存档备份，存于）
- 民間博物館計劃──整整一條利東街」（页面存档备份，存于）